# 菲利普·亚当斯 (射击运动员)
菲利普·亚当斯（英語：Phillip Adams，1945年7月29日—），澳大利亚男子射击运动员。他曾代表澳大利亚参加1982年、1986年、1990年、1994年、1998年和2002年英联邦运动会射击比赛，获得七枚金牌、九枚银牌和二枚铜牌。